# Superheroes
Superheroes to drugi minialbum grupy Edguy. Wydany 18 października 2005 promował album Rocket Ride. Na płycie gościnnie pojawił się Michael Kiske (utwór Judas at the Opera).

## Utwory
1. Superheroes - 3:20
2. Spooks in the Attic - 4:04
3. Blessing in Disguise - 4:19
4. Judas at the Opera - 7:21
5. The Spirit (Magnum Cover) - 3:52
6. Superheroes (Epic Version) - 3:09